# Attalea cohune
Attalea cohune là loài thực vật có hoa thuộc họ Arecaceae. Loài này được Mart. mô tả khoa học đầu tiên năm 1844.

## Hình ảnh

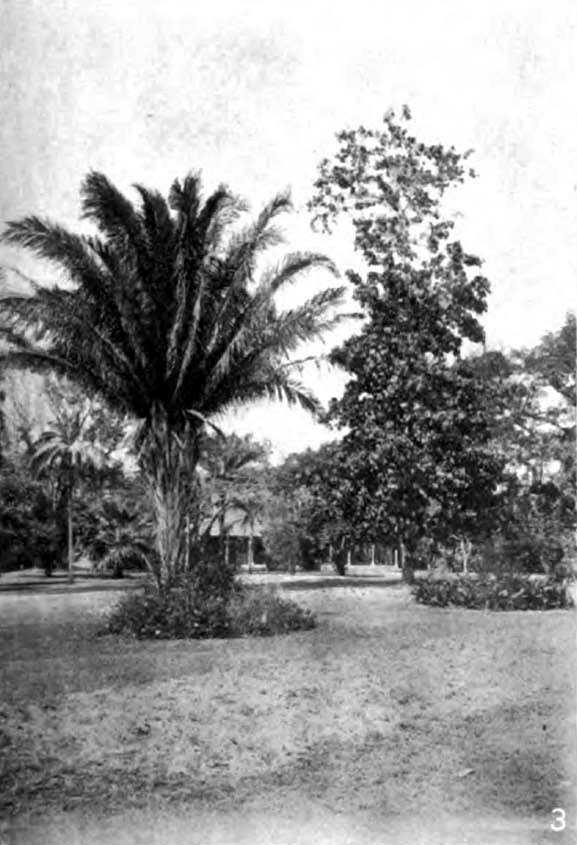